# Plan Quantique
Le Plan Quantique est un projet national interministériel français initié par Édouard Philippe et programmé par le Rapport Forteza qui fédère les politiques, les scientifiques et les investisseurs. Son but est de trouver une place pour la France dans ce que la doctrine désigne sous le nom de  « troisième révolution quantique » ,.
Le 9 janvier 2020, la députée Paula Forteza a soumis au Gouvernement français un rapport commandé par le Premier ministre Édouard Philippe concernant la technologie quantique en mars 2019.
Le rapport conduit à l'annonce, le 21 janvier 2021, par le président Emmanuel Macron, d'un plan de financement de 1,8 milliard d’euros, dont 1 milliard de l'État.

## Conclusions et recommandations du rapport Forteza
Le rapport est divisé en plusieurs parties. Il définit d’abord les ambitions de la France de manière quantitative, puis des macro-recommandations et enfin une série de plusieurs recommandations.
Le plan quantique est piloté par le CNRS, le CEA et Inria, il doit s'articuler autour de quatre grands axes : 
- les qubits à l'état solide,
- les atomes froids,
- l'algorithmique,
- les concepts de rupture en cryptographie.

### Enjeux pour la France
- Devenir un des leaders mondiaux des calculateurs quantiques tolérants aux défauts (« Large Scale Quantum », ou LSQ)[6].

L'invention de ces machines rendra possible calculs et modèles de plusieurs ordres de grandeur plus complexes qu'avec les super-calculateurs d'aujourd'hui. Ces ordinateurs ne sont pas attendus avant 2030.
- Devenir le leader européen des calculateurs quantiques bruités de type noisy intermediate scale quantum ou NISQ.

Ces machines devraient être disponibles dès 2023. Elles apporteront une rupture technologique dans la chimie, la logistique et l’intelligence artificielle. Dotées de 50 à 100 qubits et malgré l'absence de correction d’erreur fiable, elles pourront réaliser certaines tâches au-delà des capacités des ordinateurs classiques. « Leurs futurs utilisateurs se lancent dans l’apprentissage de la programmation quantique », prévient Stéphane Tanguy.
- Devenir l’un des leaders mondiaux en matière de logiciels métiers.
- Jouir d’une large autonomie industrielle sur les technologies habilitantes.
- Jouir d’une large autonomie industrielle sur les capteurs à base d’impuretés dans le diamant (Centres Azote Lacune ou NV Centers).
- Maintenir une indépendance stratégique sur les technologies de cryptographie quantique.

## Retard
Si, en janvier 2020, le gouvernement a annoncé pour cet énorme programme quantique la dotation d'un budget de 1,3 milliard d'euros , et malgré la volonté du Président de la République Emmanuel Macron de faire l’annonce lui-même le 4 novembre 2020, le dévoilement des mesures a été reporté à une date ultérieure à cause du reconfinement. Face à ce retard,[pertinence contestée] la présidente de la région Île-de-France, Valérie Pécresse, a annoncé le lancement d’un réseau de communication quantique financé à hauteur d’un million d’euros ainsi qu’un programme régional de calcul quantique sur trois ans, doté d’une enveloppe de 1,5 million d’euros. Le programme prévu sur trois ans est appelé Pack Quantique d'Île-de-France .

## Plateforme de calcul quantique hybride
Le projet[Lequel ?][réf. incomplète] est de coupler des machines quantiques à un supercalculateur classique du Centre de Bruyères le Châtel à Arpajon. Pour Cédric O, une telle plateforme doit « permettre à nos chercheurs et spécialistes d’accéder aux ordinateurs quantiques » et « renforcer notre écosystème de start-up quantiques ». Elle est lancée le 4 janvier 2022 grâce à un budget de 70 millions d’euros[réf. incomplète], dans le cadre du Plan Quantique, par les ministres des Armées, de la Recherche et du numérique[réf. incomplète],. Dans les mois suivants, un appel d'offres doit avoir lieu pour l'achat de deux à trois ordinateurs quantiques qui y seront intégrés.